# Lego House
„Lego House” – to utwór brytyjskiego wokalisty Eda Sheerana. Wydany został 11 listopada 2011 roku przez wytwórnię płytową Atlantic Records jako trzeci singel wokalisty z jego debiutanckiego albumu studyjnego, zatytułowanego +. Twórcami tekstu utworu są Ed Sheeran, Jake Gosling i Chris Leonard, natomiast jego produkcją zajął się Jake Gosling. Do singla nakręcono także teledysk, a jego reżyserią zajął się Emil Nava. „Lego House” dotarł do piątego miejsca w notowaniu UK Singles Chart i Irish Singles Chart.

## Pozycje na listach przebojów
| Kraj              | Lista (2011-13)         | Pozycja | Status             | Sprzedaż   |
| ----------------- | ----------------------- | ------- | ------------------ | ---------- |
| Australia         | Top 50 Singles          | 4       | 5× platynowa płyta | 350 000+   |
| Austria           | Singles Top 75          | 59      | —                  | —          |
| Belgia (Flandria) | Ultratop 50             | 6       | —                  | —          |
| Holandia          | Single Top 100          | 25      | —                  | —          |
| Irlandia          | Top 50 Singles          | 5       | —                  | —          |
| Kanada            | Canadian Hot 100        | 29      | złota płyta        | 40 000+    |
| Niemcy            | Top 100 Singles         | 9       | —                  | —          |
| Nowa Zelandia     | Top 40 Singles          | 5       | platynowa płyta    | 30 000+    |
| Stany Zjednoczone | Hot 100                 | 42      | platynowa płyta    | 1 100 000+ |
| Stany Zjednoczone | Adult Alternative Songs | 12      | platynowa płyta    | 1 100 000+ |
| Stany Zjednoczone | Hot Rock Songs          | 6       | platynowa płyta    | 1 100 000+ |
| Szkocja           | Scottish Singles Top 40 | 6       | —                  | —          |
| Szwajcaria        | Singles Top 75          | 59      | —                  | —          |
| Wielka Brytania   | Singles Top 100         | 5       | platynowa płyta    | 600 000+   |